# Dříteň
Dříteň (deutsch Zirnau) ist eine Gemeinde in Tschechien. Sie befindet sich 21 Kilometer nordwestlich von České Budějovice und gehört zum Okres České Budějovice.

## Geographie
Dříteň befindet sich 21 Kilometer nordwestlich von Budweis bzw. České Budějovice. Die Nachbarorte von Dříteň sind Dívčice, Nákří, Olešník und Temelín im Okres České Budějovice sowie Malovice im Okres Prachatice als auch Protivín im Okres Písek und weiterhin Číčenice, Libějovice und Vodňany im Okres Strakonice.

## Geschichte
Die erste urkundliche Erwähnung von Dříteň stammt aus dem Jahre 1432. Bis zur Aufhebung der Patrimonialherrschaften im Jahre 1850 gehörte der Ort als Gutsherrschaft zur Herrschaft Hluboká nad Vltavou. Während des Dreißigjährigen Krieges fand am 10. Juni 1619 zwischen Záblatí und Záblatíčko die Schlacht bei Sablat statt. Unter Johann Adolf von Schwarzenberg erfolgte zwischen 1669 und 1674 durch Antonio de Maggi der Umbau der Feste zum Schloss. 1691 entstand die Kirche des Hl. Dismas, die eine Filialkirche von Bílá Hůrka ist. Die Gemeinde war ab 1850 Teil des Bezirks Budweis.

## Wappen
Beschreibung: In Blau und Rot schräglinks geteilt und ein rot gezügeltes springendes Pferdevorderteil in Gold, das dem Wappen der Herren von Malowetz entlehnt ist.

## Gemeindegliederung
Die Gemeinde besteht aus den Ortsteilen Dříteň (Zirnau), Chvalešovice (Chwalschowitz), Libív (Libiw), Malešice (Maleschitz), Radomilice (Radomilitz), Strachovice (Strachowitz), Velice (Welitz), Záblatí (Großsablat) und, Záblatíčko (Kleinsablat) sowie den Ansiedlungen Bílá Hůrka (Weißhurka), Na Překážce, Ovčín und Pazderna (Pazderny). Grundsiedlungseinheiten sind Bílá Hůrka, Dříteň, Chvalešovice, Libív, Malešice, Pazderna, Radomilice, Strachovice, Velice, Záblatí und Záblatíčko.
Das Gemeindegebiet gliedert sich in die Katastralbezirke Dříteň, Chvalešovice und Záblatí.

## Bevölkerungsentwicklung
| Jahr      | 1869 | 1880 | 1890 | 1900 | 1910 | 1921 | 1930 | 1950 | 1961 | 1970 | 1980 | 1991 | 2001 | 2011 | 2021 |
| --------- | ---- | ---- | ---- | ---- | ---- | ---- | ---- | ---- | ---- | ---- | ---- | ---- | ---- | ---- | ---- |
| Einwohner | 2348 | 2451 | 2445 | 2436 | 2502 | 2507 | 2328 | 1756 | 1661 | 1381 | 1263 | 1167 | 1294 | 1522 | 1633 |

## Sehenswürdigkeiten
- Schloss Dříteň
- Filialkirche des Hl. Dismas in Dříteň
- Marterlsäulen in Strachovice, Radomilice und Záblatíčko
- Statue des Hl. Johannes von Nepomuk in Dříteň
- Kapellen der Hl. Anna und des Hl. Wenzel in Bílá Hůrka
- Kapellen auf den Dorfplätzen von Velice, Malešice, Dříteň, Záblatí, Chvalešovice und Strachovice
- Bauernhäuser im südböhmischen Bauernbarock
- Kreuz auf dem Schlachtfeld von 1619

## Söhne und Töchter der Gemeinde
- Rudolf Dvořák (1860–1920), Orientalist